# Charles Sheeler
Charles Rettew Sheeler Jr., cunoscut ca Charles Sheeler (n. 16 iulie 1883 – d. 7 mai 1965) a fost un artist vizual american cunoscut pentru picturile sale realizate în stil precizionist, fotografia sa comercială și filmul de avangardă din 1921, Manhatta, pe care l-a realizat în colaborare cu fotograful și cinematograful Paul Strand.
Charles Sheeler este recunoscut ca fiind unul dintre primii aderenți și practicanți ai modernismului în arta americană.

## Viață timpurie
Charles Sheeler s-a născut în Philadelphia, statul  Pennsylvania. A urmat Școala de Arte Industriale a Muzeului Pennsylvania, care era parte a Universitâții Artelor (Philadelphia) (în engleză University of the Arts (Philadelphia)) între 1900 și 1903, apoi Academia de Arte Frumoase din Pennsylvania, unde a studiat sub îndrumarea lui William Merritt Chase.
A avut un succes timpuriu ca pictor și a expus la Galeria Macbeth în  1908. Cele mai multe dintre studiile sale au fost concentrate în studierea desenului, precum și a altor arte aplicate. A călătorit în Italia, împreună cu alți studenți, unde a fost fascinat de pictorii italieni din Evul Mediu, așa cum ar fi Giotto și Piero della Francesca. După o călătorie la Paris în 1909, Sheeler a fost inspirat de lucrările artiștilor cubiști precum Pablo Picasso și Georges Braque.

## Manhatta
În 1920, Sheeler l-a invitat pe fotograful Paul Strand să colaboreze la realizarea unui „portret” al Manhattan-ului în film. Seria de vignete rezultată, în lungime totală de nouă minute, înregistrată pe film de 35mm, a fost numită Manhatta după poezia lui Walt Whitman, Mannahatta, devenind astfel primul film avangardist creat în Statele Unite ale Americii.
Fiind considerat valoros, în 1995, filmul Manhatta al celor doi artiști vizuali, a fost selectat pentru conservare în Registrul Național de Film de către Biblioteca Congresului Statelor Unite ale Americii, fiind considerat „semnificativ cultural, istoric sau estetic,” (în engleză culturally, historically, or aesthetically significant).

## Galerie

Lucrări reprezentative – Charles Sheeler
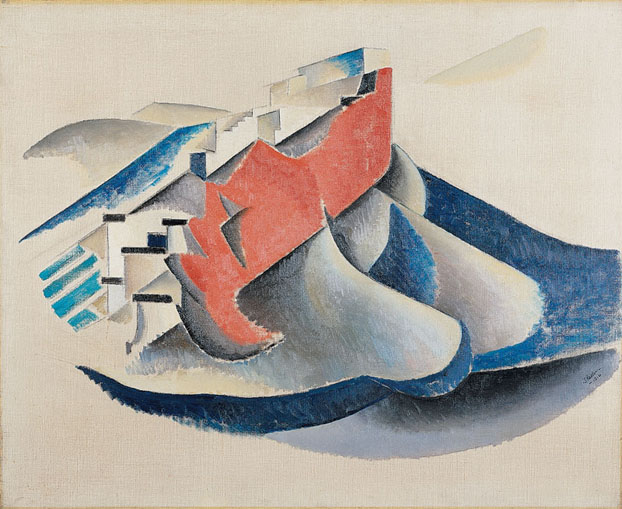
1916 – Lhasa, lucrarea se găsește și este expusă la Columbus Museum of Art (cunoscut și prin acronimul CMOA sau CMA)
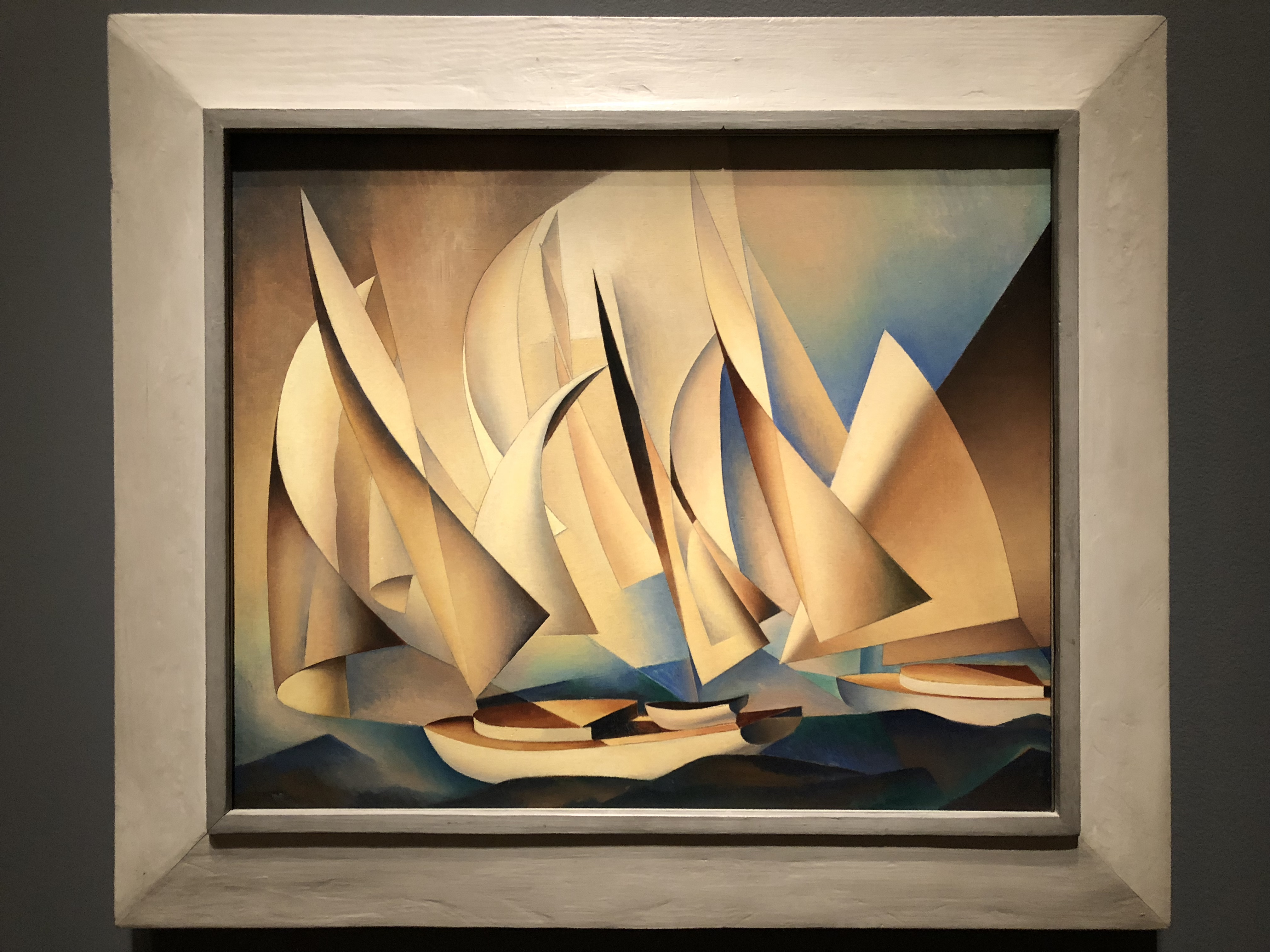
1922 – (în engleză Pertaining to Yachts and Yachting), lucrare aflată la Philadelphia Museum of Art  ( wikidata:Q510324)
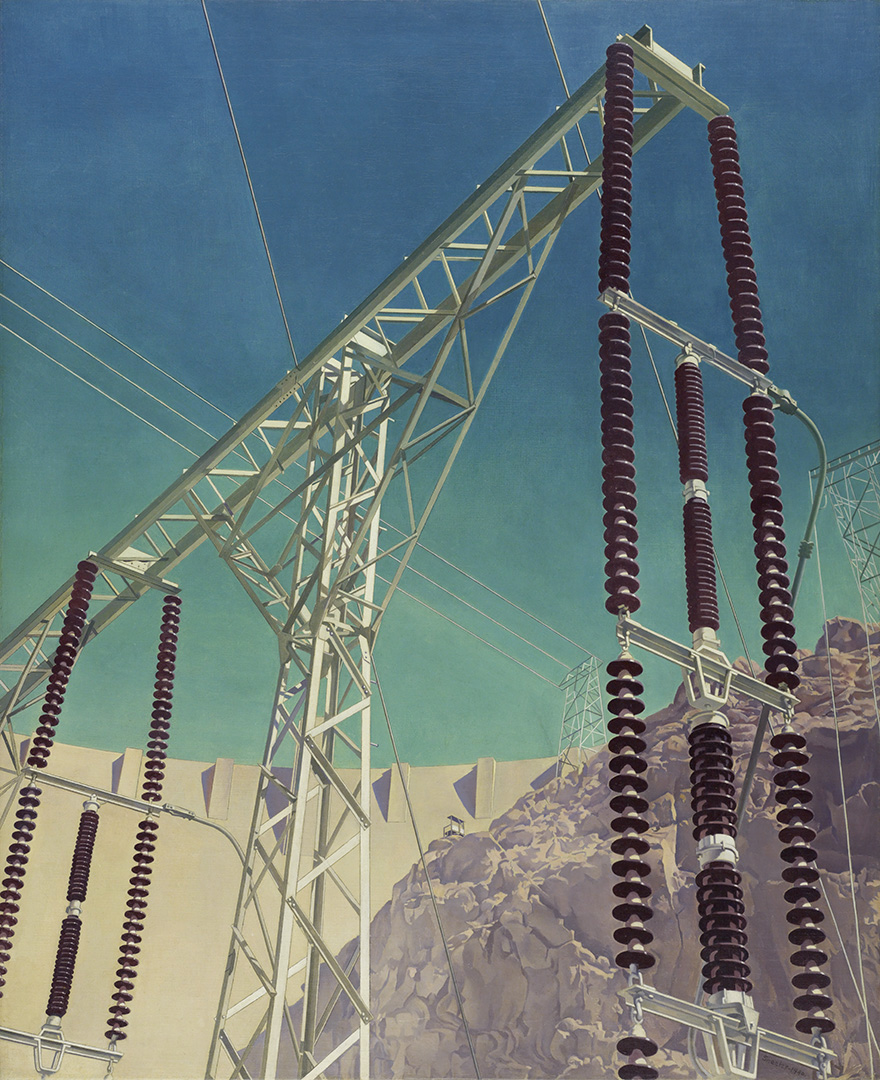
1940 – Conversație - Cer și Pământ (în engleză Conversation - Sky and Earth), lucrare aflată la Amon Carter Museum of American Art din Fort Worth, statul  Texas
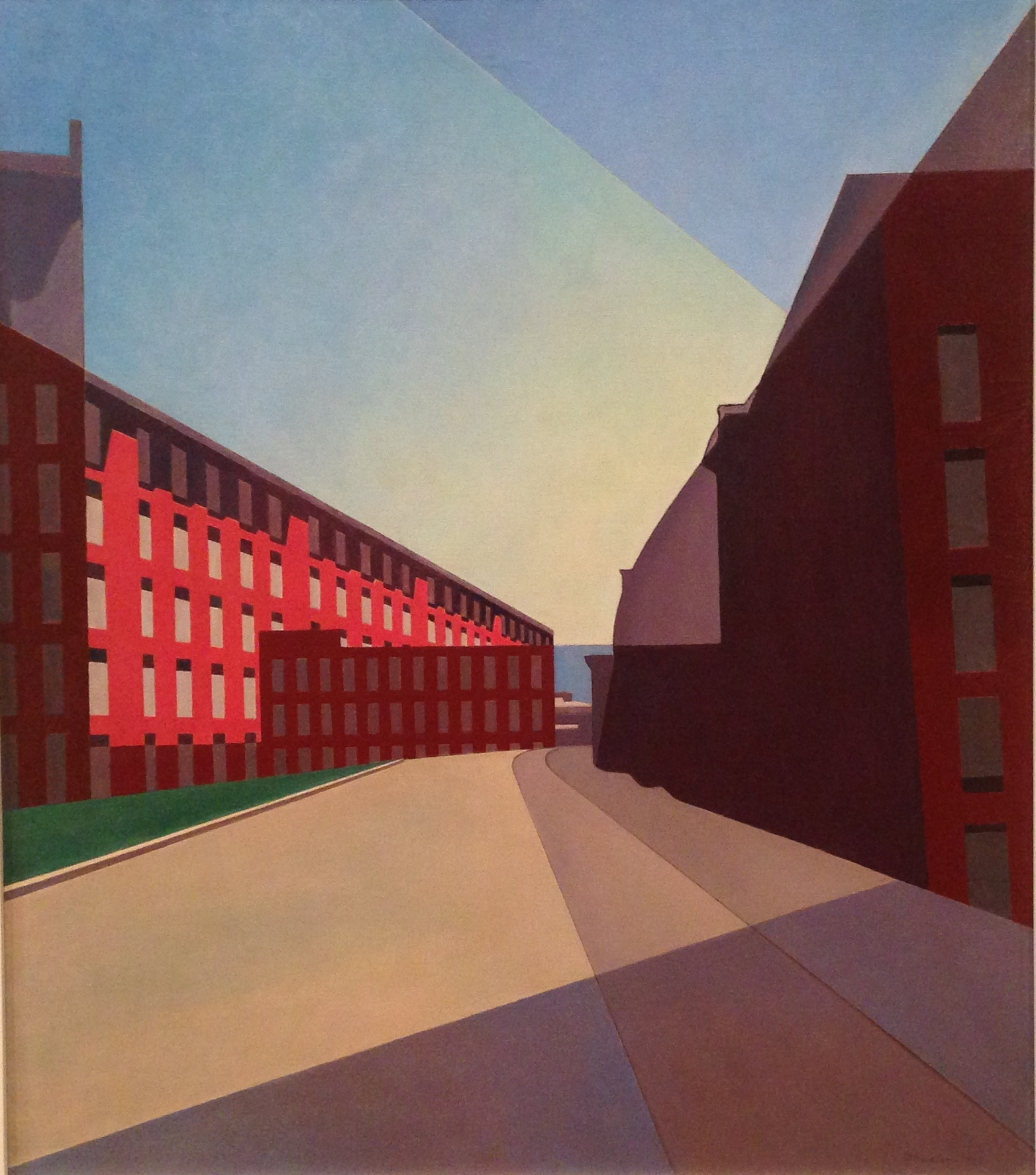
1948 – Amoskeag Mills 2, din Manchester, statul  New Hampshire (în engleză Amoskeag Mills 2), lucrare expusă la Crystal Bridges Art Museum din Bentonville, statul  Arkansas
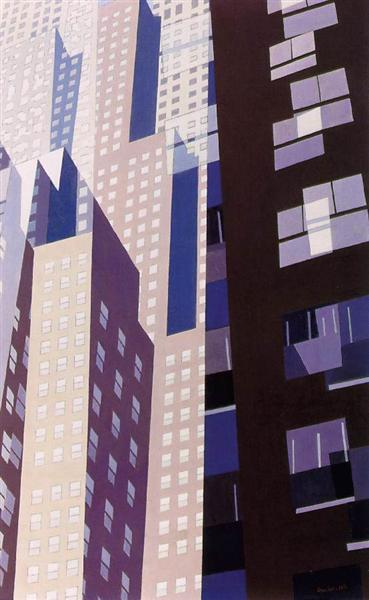
nedatată – Clădiri